# 1631
1631 (MDCXXXI) a fost un an comun al calendarului gregorian, care a început într-o zi de miercuri.

## Nașteri
- 4 noiembrie: Mary de Orange, fiica regelui Carol I al Angliei și mama regelui William al III-lea al Angliei (d. 1660)

## Decese
- 14 octombrie: Sophie de Mecklenburg-Güstrow, 74 ani, soția regelui Frederick al II-lea al Danemarcei (n. 1557)